# Sint Pancras
Sint Pancras est un village de la commune néerlandaise de Langedijk, dans la province de la Hollande-Septentrionale.

## Histoire
En 1945, en représailles d'un attentat à la gare de Sint Pancras, les Allemands fusillèrent vingt personnes pour espionnage, dont le médecin pathologiste Joannes Cassianus Pompe, découvreur de la maladie du même nom.
Sint Pancras a été une commune indépendante jusqu'au 1er janvier 1990. À cette date, la commune est rattachée à Langedijk.

## Personnalités liées à la communauté
- André van der Bijl (1928-2022), religieux et missionnaires néerlandais.